# Blue Monday (dag)
Blue Monday ('deprimaandag') is een als marketingstunt bedachte naam voor de zogenaamd deprimerendste dag van het jaar. Het valt meestal op de derde maandag van januari of op de maandag van de laatste volle week van die maand. Dat dit de deprimerendste dag van het jaar zou zijn is niet op wetenschappelijke gronden gebaseerd.

## Geschiedenis
De term 'Blue Monday' is in ongeveer 2005 bedacht door de Britse psycholoog Cliff Arnall, die op dat moment bij de Cardiff-universiteit werkte. Volgens hem zou de maandag van de laatste volle week van januari de dag zijn waarop de meeste mensen zich treurig, neerslachtig of weemoedig voelen, en dat zou blijken op een, naar zijn zeggen, wetenschappelijk verantwoorde formule. Dat mensen op die dag gedeprimeerd zouden zijn zou volgens Arnall te maken hebben met het mislukken van goede voornemens en het nog ver weg lijken van vakanties. Daarnaast zijn de dagen nog donker en is de maandag voor veel mensen de eerste dag van de werkweek. Arnall werd in academische kringen overladen met kritiek, maar desondanks wijden veel grote kranten en andere media jaarlijks kritiekloos aandacht aan het fenomeen. De reclamewereld en winkels grijpen deze dag aan om kortingen te geven of producten aan te prijzen waar mensen zich zogenaamd gelukkiger door zouden voelen.

## Formule
Arnalls formule zou volgens een persbericht van de Britse Mental Health Foundation zijn:
{\displaystyle {\frac {[W+(D-d)]\times T^{Q}}{M\times N_{a}}}}
Hierin is W een maat voor het weer, D voor de schulden, d voor het maandelijkse salaris, T voor hoelang geleden het kerst was, Q voor de mate waarin mensen hun goede voornemens volhouden, M voor het motivatieniveau en Na voor het gevoel dat het nodig is om actie te ondernemen. Er wordt niet aangegeven wat de eenheden van de variabelen zijn.

## Kritiek
Verschillende media beschuldigden Arnall ervan zijn naam aan de formule 'verkocht' te hebben. Volgens onder andere The Guardian was het hele persbericht, inclusief de formule, al geschreven door een PR-bureau in opdracht van Sky Travel om reizen te promoten. Om geloofwaardigheid aan het bericht te verlenen, boden ze verschillende academici geld aan om hun naam aan de formule te verbinden. De universiteit van Cardiff, waar Arnall op dat moment werkte, distantieerde zich korte tijd later in de Britse media van Arnall.
Ook inhoudelijk kreeg het bericht veel kritiek. Zo ontbreekt elke verklaring voor hoe de formule is samengesteld, en meet de formule niet in de grootheid 'tijd'. Casper Albers, hoogleraar statistiek aan de Rijksuniversiteit Groningen, noemde de formule in 2020 net zo onzinnig als een formule als ‘drie keer woensdag gedeeld door andijvie’. Het is pseudowetenschappelijk. Arnall beweerde achteraf dat hij geen spijt heeft van het bedenken, maar het zou eerder zijn bedoeling zijn mensen aan het denken te zetten over geluk.
Arnall heeft ook andere formules gepubliceerd, onder andere voor de "gelukkigste dag van het jaar" en om te berekenen hoe leuk een weekendje weg is. Ook deze formules missen elke wetenschappelijke en logische basis; zo is, volgens Arnall, een weekendje weg het leukst als je niet gaat.
Een winterdepressie bestaat, maar is een langdurige toestand die klinisch aan te tonen is en geen eendaags verschijnsel wat Blue Monday suggereert te zijn. 

## Data
Volgens de definitie dat de dag zou vallen op de maandag van de laatste volle week van januari zou de komende jaren Blue Monday op deze dagen vallen:
19 januari 2026

25 januari 2027

24 januari 2028

22 januari 2029

21 januari 2030

20 januari 2031

19 januari 2032

24 januari 2033

23 januari 2034

22 januari 2035

## Varia
- De uitdrukking "een blauwe maandag" betekent "een korte periode" en is ongerelateerd aan het fenomeen Blue Monday.[13]
- George Gershwin schreef in 1922 de opera Blue Monday. De hoofdpersoon zingt een lied over de dag dat alles misgaat en mensen sterven, de "Blue Monday blues". De term is dus veel ouder.
- De Britse band New Order bracht in 1983 een succesvol dansnummer uit onder de titel Blue Monday.
- Blue Monday en 'een blauwe maandag' moeten niet verward worden met zwarte maandag in 1987.